# Farrukhabad-cum-Fatehgarh
Farrukhabad-cum-Fatehgarh là một thành phố và là nơi đặt ban đô thị (municipal board) của quận Farrukhabad thuộc bang Uttar Pradesh, Ấn Độ.

## Nhân khẩu
Theo điều tra dân số năm 2001 của Ấn Độ, Farrukhabad-cum-Fatehgarh có dân số 227.876 người. Phái nam chiếm 53% tổng số dân và phái nữ chiếm 47%. Farrukhabad-cum-Fatehgarh có tỷ lệ 63% biết đọc biết viết, cao hơn tỷ lệ trung bình toàn quốc là 59,5%: tỷ lệ cho phái nam là 68%, và tỷ lệ cho phái nữ là 58%. Tại Farrukhabad-cum-Fatehgarh, 13% dân số nhỏ hơn 6 tuổi.